# Egon Forever!
Unter dem Namen Egon Forever! erscheinen regelmäßig auf einer eigens dafür eingerichteten Website, in Popkultur-Magazinen und Büchern satirische Cartoons und Comics des Zeichners Andre Lux. Die Zeichnungen sind minimalistisch und bestehen ausschließlich aus Strichmännchen, die einfarbig auf kariertem Hintergrund gefertigt werden. Die Originalzeichnungen werden laut eigener Aussage von Lux online und auf Conventions verkauft.

## Stil

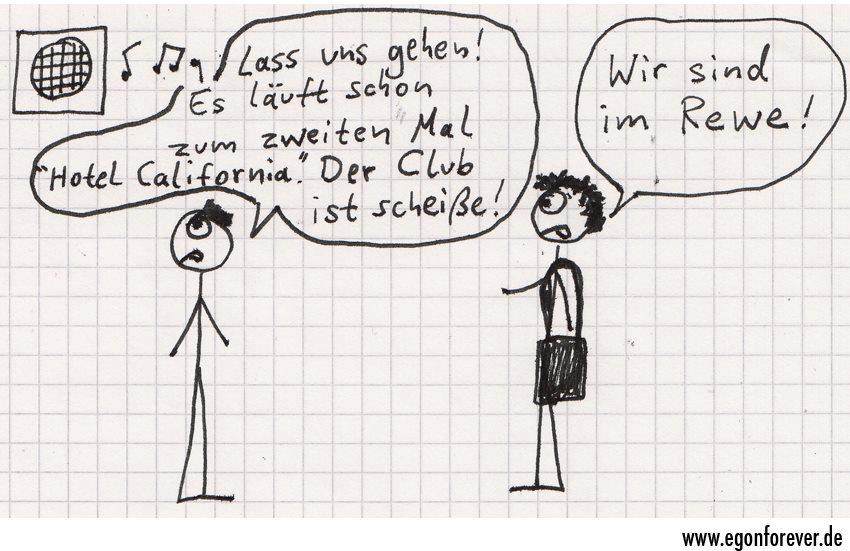
Egon Forever! Rewe Cartoon

Der Name „Egon Forever!“ bezieht sich auf die ursprüngliche Hauptfigur Egon, die als Strichmännchen ohne Haare oder andere Besonderheiten dargestellt wird. Ziel war es von Anfang an, „mit so wenig Aufwand wie möglich eine starke Aussage zu treffen“. Andre Lux erfand diese im Jahr 1994, im Alter von 11 Jahren. 1994 veröffentlichte er seine ersten Zeichnungen in einem auf dem Schulhof zirkulierenden Magazin in seiner Realschule in Wildberg. Das von ihm kopierte Werk verkaufte er damals für 30 Pfennig. Lux zeichnete Egon und weitere Figuren wie Franco seit über 20 Jahren. Mittlerweile tauchen Egon und sein Gegenüber Franco nur noch selten in den Comics und Cartoons auf. Das Augenmerk liegt eher auf Sozialkritik, typischen Alltagssituationen und tagespolitischen Ereignissen. Dabei wird Zeichner Andre Lux insbesondere von der Punk- und Hardcore-Punk-Bewegung inspiriert, der er sich auch zugehörig fühlt.

## Veröffentlichungen
Seit November 2014 veröffentlicht Andre Lux seine satirischen Cartoons monatlich im Popkultur Magazin INTRO und jeden zweiten Monat im Punkrockmagazin OX. Im März 2016 erschien seine erste Comic- und Cartoonsammlung „Dies ist ein Egon Forever! Cartoonbuch“ im Mainzer Ventil Verlag. Auch werden gelegentlich Egon Forever! Cartoons auf anderen Plattformen wie Spiegel Online, im Magazin Eulenspiegel sowie in der Titanic verwendet. Im Internet verbreiten sich seine Strips auch über die eigene Facebook-Seite sowie diverse Blogs.
Lux stellt seine Zeichnungen regelmäßig aus, macht Live-Lesungen per Powerpointpräsentation oder ist auf Comic Conventions als Zeichner anzutreffen. In verschiedenen gedruckten Cartoonsammlungen wie Das große Cartoonsutra oder Die besten Wortwitze der Welt sind exklusive Egon Forever! Zeichnungen von Andre Lux zu finden.
Im Oktober 2018 startete Andre Lux, gemeinsam mit Tobias Vogel (alias „Krieg und Freitag“) unter dem Namen „Forever! Freitag“ einen Podcast. Im Dezember 2019 erschien mit LARS - Der Agenturdepp Andre Lux’ erste Graphic Novel im Egon Forever!-Stil. 2020 veröffentlichte der Cross Cult Verlag einen Sammelband der zuvor in Eigenproduktion veröffentlichten Comichefte „Die unfassbare Welt von Barbarkulor“. 2021 erschien mit Abendkasse: Eure schlimmsten Bühnenstorys eine Text- und Comicsammlung, die von Lux gemeinsam mit Johannes Floehr herausgebracht wurde. Darin erzählen Kulturschaffende von ihren schlimmsten Auftritten.

## Rezeption
Vor allem in Fanzines und Punk-Lifestyle-Blogs fand „Dies ist ein Egon Forever! Cartoonbuch“ positive Bewertungen. Im Underdog-Fanzine heißt es zu Egon Forever!: „Andre versteht es meisterlich, eine Situationskomik in komprimierter Form herzustellen, die sich vor allem nicht wegen der Strichfiguren-Zeichnung ergibt, sondern wegen des Wortwitzes in der Bildsprache, die den reduzierten Zeichenstil überlagert.“ Und das Intro Magazin schreibt in einem neunzeiligen Kurzhinweis: „Es glückt wie sonst kaum etwas in der Welt. (..) Wer da nicht lacht, sollte seinen Puls fühlen. Vielleicht ja unbemerkt verstorben.“ Schallhafen.de schreibt: „Lux muss nicht durch aufwändige Zeichnungen versuchen, Humor zu vermitteln, das geschieht größtenteils über die Geschichten an sich, bei der man sich ein ums andere mal fragt: Wie kommt man darauf und wie trifft er den Kern der Sache nur so zielgenau?“.

## Bücher
- Dies ist ein Egon Forever! Cartoonbuch. Ventil Verlag, 2016, ISBN 978-3-95575-055-8.
- Egon Forever! rettet die Welt. Ventil Verlag, 2018, ISBN 978-3-95575-101-2.
- Lars - Der Agenturdepp - Eine Egon Forever! Produktion. Cross Cult Verlag, 2019, ISBN 978-3-96658-046-5.
- Die unfassbare Welt von Barbarkulor - Eine Egon Forever! Produktion. Cross Cult Verlag, 2020, ISBN 978-3-96658-396-1.
- Nächster Halt: Egon Forever! Ventil Verlag, 2021, ISBN 978-3-95575-148-7.
- Johannes Floehr, Andre Lux (Hrsg.): Abendkasse: Eure schlimmsten Bühnenstorys. Lektora, 2021, ISBN 978-3-95461-203-1.
- ROBERT - Endlich eingeschult. Cross Cult Verlag, 2022, ISBN 978-3-96658-918-5.
- Toni vom Kiosk. Cross Cult Verlag, 2024, ISBN 978-3-9866655-8-6
- Egon Forever! – Der große Durchbruch. Ventil, 2024, ISBN 978-3-95575-227-9.